# Димитриевич, Ненад
Ненад Димитриевич (род. 23 февраля 1998, Скопье) — северомакедонский баскетболист, играющий на позиции разыгрывающего защитника.

## Карьера
Изначально выступал за клуб «Фруктал» из своего родного города Скопье. Позже переехал в Испанию и пополнил ряды молодёжной команды «Ховентута». Приглашался в различные юношеские составы сборной Северной Македонии.
В 2016 году дебютировал в первой команде «Ховентута», показав отличные результаты.
В январе 2017 года в матче Лиги ACB против «Андорры» набрал 9 очков, 6 подборов и 5 передач. Только четыре игрока на тот момент достигали таких результатов в Испанской Лиге в возрасте до 19 лет.
В июне 2021 года подписал контракт с «Валенсией». С этим клубом вышел в полуфинал Еврокубка, где проиграл будущему победителю турнира итальянскому «Виртусу» со счетом 73:83. По итогам регулярного чемпионата Испании «Валенсия» заняла 3-е место (23 победы-11 поражений), но в четвертьфинальной серии плей-офф уступила «Басконии» (1-2) и прекратила борьбу за медали.
3 августа 2022 года арендован казанским УНИКСом из Единой Лиги ВТБ.
28 октября 2022 года Димитриевич установил рекорд сезона в Единой лиге ВТБ по количеству передач в одном матче. В матче против МБА (97:81) Ненад совершил 12 результативных передач.
В июне 2023 года Димитриевич и «Валенсия» расторгли контракт по взаимному соглашению сторон.
В сезоне 2023/2024 стал серебряным призёром Единой лиги ВТБ и серебряным призёром чемпионата России.
В январе 2024 года Димитриевич был выбран для участия в «Матче всех звёзд» Единой лиги ВТБ, но не смог принять участия в игре по причине вызова на сборы национальной команды Северной Македонии, которой предстояли отборочные матчи на Евробаскет-2025.
По итогу регулярного сезона 2023/2024 Димитриевич был признан «Самым ценным игроком». Ненад принял участие в 35 матчах и набирал в среднем 19,0 очка, 6,6 передачи, 3,6 подбора и 1,3 перехвата при средней эффективности в 23,9 балла.
В июне 2024 года Димитриевич перешёл в «Олимпию Милан».
В сезоне 2024/2025 Димитриевич стал обладателем Суперкубка Италии и был признан «Самым ценным игроком» турнира.
В июле 2025 года подписал двухлетний контракт с «Зенитом».

## Достижения
- Чемпион Единой лиги ВТБ: 2022/2023
- Серебряный призёр Единой лиги ВТБ: 2023/2024
- Бронзовый призёр Суперкубка Единой лиги ВТБ: 2022
- Чемпион России: 2022/2023
- Серебряный призёр чемпионата России: 2023/2024
- Обладатель Суперкубка Италии: 2024